# Anaea hirta
Anaea hirta är en fjärilsart som beskrevs av Gustav Weymer 1907. Anaea hirta ingår i släktet Anaea och familjen praktfjärilar. Inga underarter finns listade i Catalogue of Life.